# Holtorpe

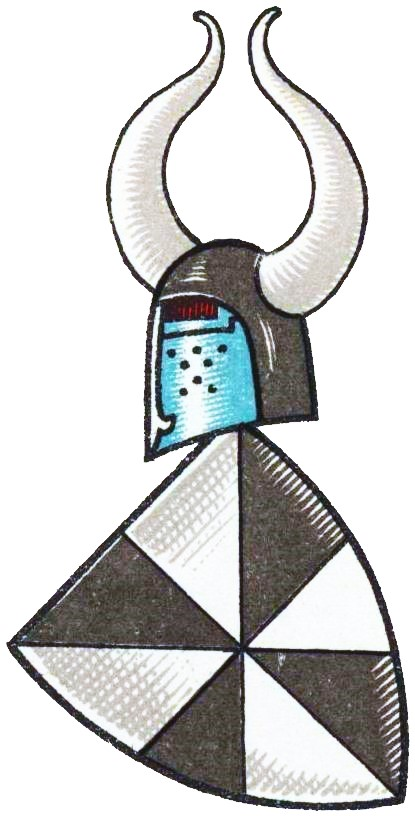
Wappen derer von Holtorpe im Wappenbuch des Westfälischen Adels

Holtorpe ist der Name eines erloschenen westfälischen Adelsgeschlechts.

## Geschichte
Das Geschlecht gehörte zum mindischen Uradel. Die Stammburg der Herren von Holtorpe war Burg Holtrup, eine inzwischen abgegangene Höhenburg bei 112 Meter über NN Höhe auf dem „Schlossberg“ (Burgstätte) oberhalb der Weser in Porta Westfalica-Holtrup.
Johann(es) von Holtorpe war 1370–1394 Offizial der Kurie Minden und Generalvikar des Mindener Bischofs Otto III. von Schalksberg. 1394–1401 war er Propst von St. Johann in Minden.
Gemäß der Grabplatte der Dorothea von Bothmer (1579–1653/9) in der St.-Johannis-Kirche in Bevern war unter den väterlichen Vorfahren der Dorothea eine von Holtorpe, die mit einem von Hasberg verheiratet war. Diese Eheleute lebten vier Generationen vor besagter Dorothea, d. h. im 15. Jahrhundert. Auch am Epitaph für Christoph von Münchhausen († 1559) in der St.-Martini-Kirche in Stadthagen findet sich das Wappen derer von Holtorpe. Hier unter den Vorfahren mütterlicherseits, wonach drei Generationen vor Christoph von Münchhausen, d. h. ebenfalls im 15. Jahrhundert, eine von Holtorpe mit einem von Warpe verheiratet war. Auch das Epitaph für die Eheleute Georg von Holle († 1576) und Gertrud von Horne von 1576 in der Marienkirche in Minden zeigt das Wappen derer von Holtorpe. Offenbar war eine Ururgroßmutter mütterlicherseits von Georg von Holle eine von Holtorpe, die mit einem von Mandelsloh verheiratet war.
Die Familie kommt noch 1491 vor.

## Wappen
Blasonierung: Achtmal von Schwarz und Silber geständert. Auf dem Helm zwei silberne Büffelhörner.